# Giovanni Catenazzi

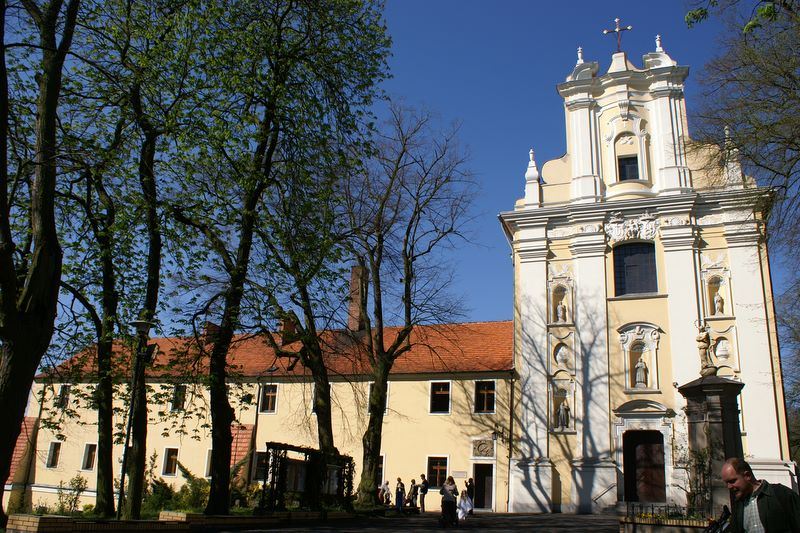
Klasztor Franciszkanów w Woźnikach

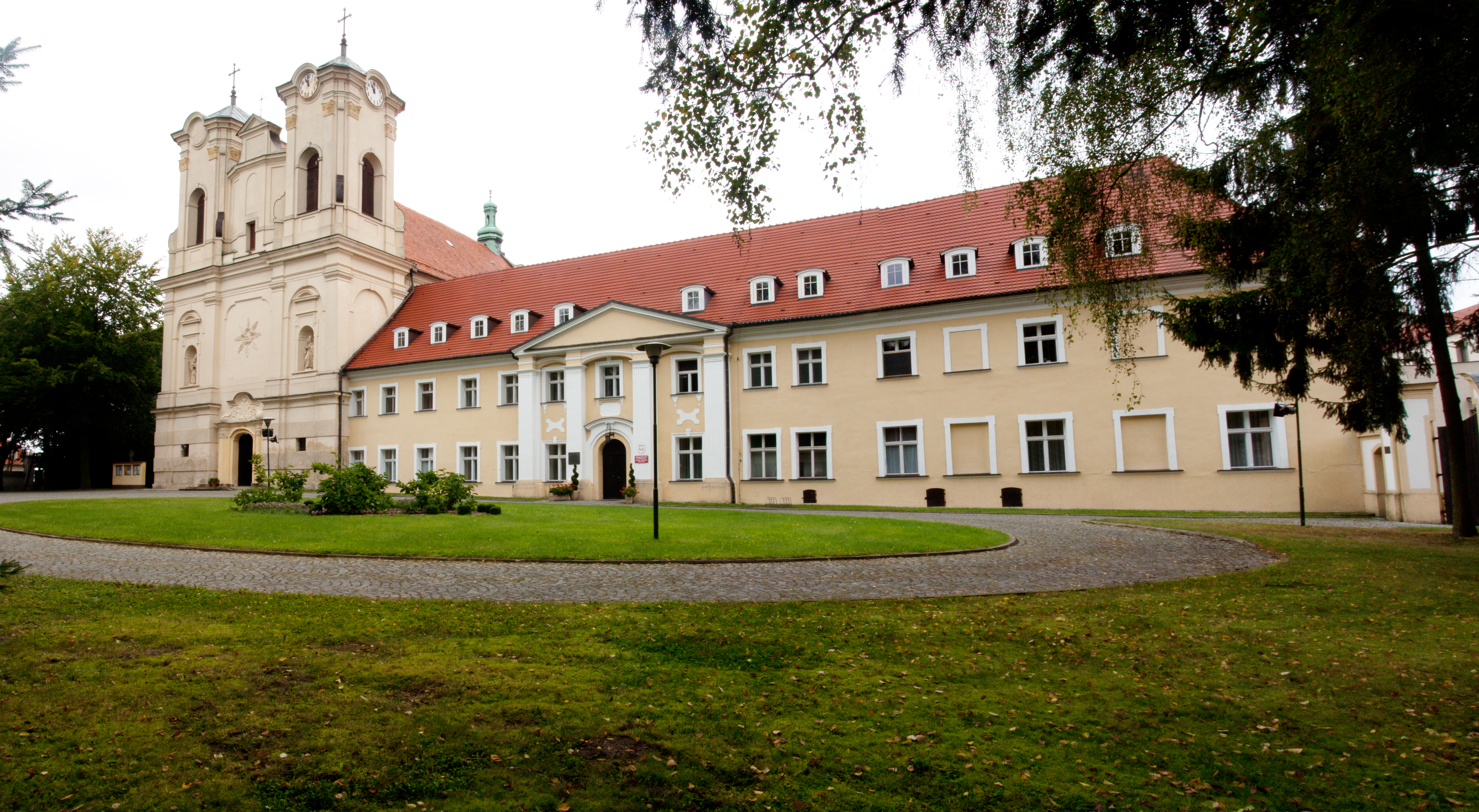
Opactwo Cystersów w Obrze

Giovanni Catenazzi (pol. Jan Catenazzi) (ur. około 1660, zm. po 1724) – architekt działający w Polsce, pochodzenia szwajcarskiego. Urodzony w Morbio Inferiore koło Mendrisio w kantonie Tessyn.
Był synem Andrzeja Catenazziego. Podążając śladami ojca (pracującego w Polsce od ok. 1662 roku) przybył do Polski, gdzie osiadł w Lesznie.
Począwszy od 1709 wymienia się go jako obywatela Leszna. Potem mieszkał w Poznaniu. W dokumentach pojawia się jeszcze w 1724, jednak jest to ostatnia wzmianka o nim. Data oraz miejsce śmierci nie są znane.

## Działalność
Po 1682 lub 1687 rozpoczął budowę kościoła farnego w Lesznie. Od około 1690 do 1696 najprawdopodobniej ukończył, przejąwszy prace od stryja Jerzego, kościół cystersów w Przemęcie. Następnie, począwszy od 1696 pracował w Białczu Starym koło Kościana, gdzie na zlecenie Franciszka Wacława Gajewskiego, wzniósł kościół parafialny. W 1698 podpisał kontrakt z jezuitami na budowę ich poznańskiego kościoła, co wywołało gwałtowny sprzeciw mistrzów cechu miejskiego, jednak Jan Catenazzi po długotrwałym procesie rozpoczął prace. Jeszcze przed końcem budowy jezuickiego kościoła, w 1701 zaprojektował i rozpoczął nadzór nad budową kolegium jezuickiego. Jeszcze w 1700 rozpoczął również prace nad remontem poznańskiego kościoła dominikanów. W tym okresie kierował także budową kościoła cystersów w Obrze oraz cystersek w Owińskach. Prace przerwała wielka wojna północna, która dotarła do Wielkopolski w 1703. Być może wówczas opuścił kraj, jednak już w 1706 pojawił się w Woźnikach koło Grodziska Wielkopolskiego, gdzie pracował nad kościołem reformatów. W 1710–1717 najprawdopodobniej na zlecenie Macieja Radomickiego wzniósł kościół św. Stanisława w Żerkowie. W 1722 przeniósł się do Poznania, gdzie kontynuował prace nad kolegium jezuickim.

## Dorobek artystyczny
- kościół farny w Lesznie
- kościół cystersów w Przemęcie
- kościół parafialny w Starym Białczu
- Kolegiata Poznańska Matki Boskiej Nieustającej Pomocy i św. Marii Magdaleny w Poznaniu
- kolegium jezuitów w Poznaniu
- kościół cystersów w Obrze
- klasztor cysterek w Owińskach
- kościół reformatów w Woźnikach
- kościół w Żerkowie